# Erzurumspor
Erzurumspor Kulübü bzw. kurz Erzurumspor war ein türkischer Fußballverein aus der osttürkischen Stadt Erzurum. Der Verein spielte in den 1990er und 2000er Jahren insgesamt drei Spielzeiten in der Süper Lig und befindet sich in deren Ewigen Tabelle auf dem 55. Platz. Seine Vereinsfarben waren Blau-Weiß. Das Stadion des Clubs hieß ab 2010 Kâzım-Karabekir-Stadion und wurde 2010 auf eine Kapazität von 28.800 Zuschauern erweitert.

## Geschichte

### Vereinsgründung
Der Verein wurde 1968 gegründet. Ein Jahr später nahm der Verein an der neu eingeführten dritthöchsten Spielklasse im türkischen Profifußball, der Türkiye 3. Futbol Ligi, teil.

### Aufstieg in die höchste türkische Spielklasse
Nachdem der Verein seit seiner Gründung abwechselnd in der zweithöchsten und dritthöchsten türkischen Liga, TFF 1. Lig bzw. TFF 2. Lig, tätig war, gelang dem Verein in der Zweitligasaison 1997/98 die erste Zweitligameisterschaft der Vereinsgeschichte. Durch diese Meisterschaft stieg der Verein das erste Mal in seiner Vereinshistorie in die höchste türkische Spielklasse, in die Süper Lig, auf. Hier spielte man drei Spielzeiten lang, wobei der Verein immer gegen den Abstieg kämpfte. Nachdem in den ersten zwei Erstligaspielzeiten der Klassenerhalt erreicht wurde, beendete der Verein Erstligaspielzeit 2000/01 als Vorletzter und stieg wieder in die TFF 1. Lig ab.

### Freier Fall und Vereinsschließung
Ab Mitte der 2000er Jahre hatte der Verein mit erheblichen finanziellen Problemen zu kämpfen. In die Drittligasaison 2008/09 startete der Verein mit dem Vereinspräsident Cevdet Tamgaç. Dieser trat in der Winterpause von seinem Amt zurück, weil er die Situation des Vereins als ausweglos bewertete. Als Tamgaç' Nachfolger wurde Coşkun Aslan gewählt. Unter diesem Präsidenten musste der Verein aufgrund Liquiditätsproblemen die meisten Spieler zu anderen Vereinen ziehen lassen. So wurde die Rückrunde mit lediglich 18 Spielern bestritten, wobei die meisten dieser Spieler aus der Reserve- und Nachwuchsmannschaft geholt wurden. Mit dieser Kader erreichte die Mannschaft durch ein 1:1-Unentschieden auswärts gegen 1461 Trabzon am letzten Spieltag noch den Klassenerhalt.
Nach diesem kleinen Zwischenerfolg verschlechterte sich die Situation in der nächsten Saison weiter. So konnte die Mannschaft die Anreise für das Auswärtsspiel vom 4. Spieltag gegen Kırşehirspor nicht antreten. Der Schiedsrichter dieser Begegnungen entschied laut Regelwerk und sagte die Partie ab. Kırşehirspor wurde automatisch mit 0:3 als Sieger notiert. Den restlichen Teil der Hinrunde nahm der Verein trotz großer finanzieller Probleme am Ligabetrieb teil und belegte mit zwei Punkten weit abgeschlagen den letzten Tabellenplatz. Von den aus fünf Unentschieden gewonnen fünf Punkten wurden drei Punkte vom nationalen Fußballverband abgezogen. Zur ersten Begegnung der Rückrunde, diesmal zu Hause gegen Kızılcahamamspor, konnte der Verein ebenfalls keine Mannschaft aufstellen und verlor wieder per Regelwerk mit 0:3. Am 31. März 2010 wurde das Auswärtsspiel gegen Karsspor ebenfalls nicht angetreten. So entschied wenig später das Disziplinarkomitee (PFDK) des nationalen Fußballverbandes, den Verein mit sofortiger Wirkung in die TFF 3. Lig zwangsabsteigen zu lassen. Alle restlichen Begegnungen des Vereins wurden abgesagt und mit einer 0:3-Niederlage vorentschieden.
Für die Viertligasaison 2010/11 erhielt der Klub wegen finanzieller Probleme vom nationalen Fußballverband keine Lizenz. Daraufhin wurden in einer Vereinsversammlung das Auflösen einiger Branchen beschlossen. Nachdem die Mannschaft in den ersten zwei Spieltage der Saison nicht angetreten war, entschied wenig später das Disziplinarkomitee (PFDK) des nationalen Fußballverbandes, den Verein mit sofortiger Wirkung in die Bölgesel Amatör Ligi zwangsabsteigen zu lassen. Noch im gleichen Jahr wurde der Verein endgültig aufgelöst.

## Erfolge
- Meisterschaft der TFF 1. Lig (1): 1997/98
- Aufstieg in die Süper Lig (1): 1997/98
- Meisterschaft der TFF 2. Lig (2): 1972/73, 1978/79
- Aufstieg in die TFF 1. Lig (2): 1972/73, 1978/79

## Ligazugehörigkeit
- 1. Liga: 1998–2001
- 2. Liga: 1973–1974, 2001–2003
- 3. Liga: 1969–1973, 1974–1979, 2003–2010
- 4. Liga: 2010–2011
- Regionale Amateurliga: seit 2010

## Trainer
- Osman Özköylü (2008)

## Rekordspieler
| Rang                 | Name             | Einsätze | Zeitraum  |
| -------------------- | ---------------- | -------- | --------- |
| 01.                  | Ömer Erdoğan     | 89       | 1998–2001 |
| 02.                  | Zafer Demir      | 84       | 1998–2001 |
| 03.                  | Ali Yılmaz       | 76       | 1998–2001 |
| 04.                  | Kürşat Karakaş   | 73       | 1998–2001 |
| 05.                  | Soner Neliker    | 72       | 1998–2001 |
| 06.                  | Muzaffer Bilazer | 56       | 1998–2000 |
| 07.                  | Alparslan Tice   | 54       | 1998–2000 |
| 08.                  | Ali Salcı        | 46       | 1998–2000 |
| 09.                  | Coşkun Birdal    | 45       | 1998–2000 |
| 10.                  | Mutlu Dervişoğlu | 44       | 1998–2000 |
| Stand: 26. März 2016 |                  |          |           |

| Rang                 | Name                | Tor | Einsätze | Tor/Spiel |
| -------------------- | ------------------- | --- | -------- | --------- |
| 01.                  | Coşkun Birdal       | 21  | 45       | 0,47      |
| 02.                  | Alexander Löbe      | 13  | 30       | 0,43      |
| 03.                  | Mutlu Dervişoğlu    | 12  | 44       | 0,27      |
| 04.                  | Muzaffer Bilazer    | 10  | 30       | 0,33      |
| 05.                  | Ali Yılmaz          | 8   | 76       | 0,11      |
| 06.                  | Saša Kovačević      | 7   | 25       | 0,28      |
| 07.                  | Mohamed El Badraoui | 5   | 13       | 0,38      |
| 08.                  | Alparslan Tice      | 4   | 54       | 0,07      |
| 08.                  | Zafer Demir         | 4   | 84       | 0,05      |
| 08.                  | Ömer Erdoğan        | 4   | 89       | 0,04      |
| Stand: 26. März 2016 |                     |     |          |           |

## Bekannte ehemalige Spieler
| - Cengiz Alp - Bülent Ataman - Sohrab Bakhtiarizadeh - Tansel Başer - Sedat Bayrak - Hakan Bayraktar - Muzaffer Bilazer - Coşkun Birdal - Yücel Çolak - Altay Dağdelen - Zafer Demir | - Mutlu Dervişoğlu - Ekrem Ekşioğlu - İbrahim Ege - Mohamed El Badraoui - Ömer Erdoğan - Mehmet Gönülaçar - Tolunay Kafkas - Kürşat Karakaş - Toprak Kırtoğlu - Saša Kovačević - Alexander Löbe | - Soner Neliker - Cemal Gürsel Menteşe - Enes Mešanović - Avni Okumuş - Ali Salcı - Dejan Šimičić - Alparslan Tice - Fazlı Ulusal - Semavi Uzun - Ali Yılmaz |